# كلارنس هاوكس
كلارنس هاوكس (بالإنجليزية: Clarence Hawkes)‏ هو كاتب أمريكي، ولد في 16 ديسمبر 1869، وتوفي في 19 يناير 1954.